# Salamanca, Čile
Salamanca je manjše mesto in občina v severnem delu Čila, ki stoji približno 316 km severno od Santiaga, v regiji Coquimbo. Po popisu iz leta 1992 ima občina 23.126 prebivalcev.
Glavna gospodarska panoga je kmetijstvo, v bližini pa se nahaja tudi odprti kop bakra.